# Marc van Belkum
Marc van Belkum (Leiden, 27 januari 1965) is een voormalig Nederlandse waterpolospeler.
Van Belkum begon zijn waterpolocarrière bij De Zijl-LGB uit Leiden. Daarnaast kwam hij onder andere uit voor Nereus, Vivax en speelde in Italië. Van Belkum nam eenmaal deel aan de Olympische Spelen, in 1992.
Van Belkum komt uit een bekende waterpolofamilie, zijn broer Stan en nichtje Iefke van Belkum hebben ook deelgenomen aan een Olympische Spelen.
Marc van Belkum · 
Bert Brinkman · 
Arie van de Bunt · 
Robert Havekotte · 
Koos Issard · 
John Jansen · 
Gijs van der Leden · 
Harry van der Meer · 
Hans Nieuwenburg · 
Remco Pielstroom · 
John Scherrenburg · 
Jalo de Vries · 
Jan Wagenaar